# Phlyctenophora
Phlyctenophora is een geslacht van kreeftachtigen uit de klasse van de Ostracoda (mosselkreeftjes).

## Soorten
- Phlyctenophora affinis (Schneider, 1953) Brestenska & Jiricek, 1978 †
- Phlyctenophora arcuata (Muenster, 1830) Russo, 1969
- Phlyctenophora arcuata Huang & Zheng in Huang, 1975 †
- Phlyctenophora babiaensis Khosla & Pant, 1989 †
- Phlyctenophora bhatiai Jain, 1977
- Phlyctenophora chauhani Khosla, 1979 †
- Phlyctenophora grosdidieri Stchepinsky, 1963 †
- Phlyctenophora indica Annapurna & Rama Sarma, 1988
- Phlyctenophora malvensiensis Olteanu, 1989 †
- Phlyctenophora meridionalis (Luebimova & Mohan, 1960) Khosla, 1979 †
- Phlyctenophora oligocaenica (Zalanyi, 1929) Brestenska, 1975 †
- Phlyctenophora orientalis (Brady, 1868) Whatley & Zhao (Yi-Chun), 1988
- Phlyctenophora reniformis Brady, 1890
- Phlyctenophora tarchanensis (Suzin, 1949) Brestenska & Jiricek, 1978 †
- Phlyctenophora viridis Brady, 1890
- Phlyctenophora zongpuensis Huang & Zheng in Huang, 1975 †